# Ovni (pel·lícula)
Ovni és una pel·lícula de comèdia i ciència-ficció de 2016 escrita i dirigida per Raúl Marchand Sánchez. Aquesta protagonitzada per Tony Pascual i Christian Álvarez.

## Sinopsi
“Uno” és un humanoide que arriba a la nit a la regió muntanyenca del Cibao, i es topa amb “Cosmo”, un expilot de la Força Aèria Dominicana, qui pensa que “Uno” és el seu cosí germà, al qual no ha vist en molts anys. D'aquí d'ara endavant comencen a suscitar-se una sèrie d'esdeveniments, en els quals es veuran involucrats una dona humanoide, un gos, una cuinera i fins i tot la Força Aèria Dominicana.

## Repartiment
Els actors que van participar en aquesta pel·lícula són:
- Tony Pascual com a Constantino 'Cosmo' Robles
- Christian Álvarez com a "Uno"
- Fausto Rojas com a Obie
- Luis de la Vall com a Comandant Martínez
- Pèricles Mejía com a Chenqui
- Brian Payano Parra com a Nico
- Irina Pérez Herrera com a Donya Llum
- Yaritza Reyes com a "Dos"
- Cecile van Welie com a Aurora
- Carasaf Sánchez com a Agent 1 'Marco'

## Producció
La fotografia principal va durar cinc setmanes a Jarabacoa i Constanza.

## Llançament
Ovni es va estrenar el 20 d'octubre de 2016 al Puerto Rico Horror Fest. La seva estrena comercial estava planejada per a l'1 de juny de 2017 en cinemes dominicans, però s'avançà al 18 de maig de 2017.